# Rayford Logan
Rayford Whittingham Logan (Washington, 7 gennaio 1897 – Washington, 4 novembre 1982) è stato uno storico afroamericano e attivista panafricano.
Logan è ben conosciuto per i suoi studi sull'epoca della "post-ricostruzione" degli Stati Uniti (tra la fine della Guerra civile e l'inizio della prima guerra mondiale), periodo da lui definito "il nadir delle relazioni razziali americane".
Alla fine degli anni quaranta è stato il principale consulente del National Association for the Advancement of Colored People («Associazione nazionale per la promozione delle persone di colore» NAACP).
Nel 1932 Logan fu eletto nel Black Cabinet (in precedenza chiamato Federal Council of Negro Affairs) del Presidente Franklin Delano Roosevelt.

Stese la bozza dell'executive order (Decreto legge) di Roosevelt che proibiva l'esclusione delle persone di colore dalle forze armate statunitensi nella seconda guerra mondiale.
Negli anni 1950-51, Logan diventa direttore dell'"Associazione per gli studi sulla vita e la storia degli afroamericani" (Association for the Study of African American Life and History, ASALH).

L'associazione era stata fondata nel 1915 per promuovere, ricercare, preservare, interpretare e diffondere informazioni sulla vita, la storia e la cultura dei neri. Dal 1916 pubblicava il Journal of Negro History (ora: Journal of African American History) di cui Logan fu redattore sempre negli anni 1950-51.

## Biografia

### La famiglia, l'infanzia
Logan nasce a Washington in una famiglia di colore di modeste condizioni.

Il padre Arthur Logan era un servitore in una illustre famiglia bianca; la madre, Martha Ann Whittingham, una lavandaia. Secondo Rayford Logan la sua fortuna fu il trasferimento nel 1883 della madre a Washington, città che, nonostante il periodo di forti tensioni razziali, era vivibile per una famiglia di colore.
Il giovane Logan a Washington frequenta le prime scuole; di buona qualità anche se soggette alla segregazione tra bianchi e neri.

Prima la Thaddeus Stevens School (ora Thaddeus Elementary School) e poi la M Street (in seguito Dumbar) High School.

### Gli studi
Nel 1917 studia con ottimi risultati al Williams College (Williamstown, Contea di Berkshire, Massachusetts) dove, alunno di Carter G. Woodson, riceve una borsa di studio e nel 1919 consegue il Bachelor of Arts (BA) e successivamente il Master of Arts (MA).
Viene accettato (1917) nell'associazione studentesca "Phi Beta Kappa" del College di William e Mary.
Nel 1932 conseguirà alla Harvard University il Master of Arts (MA) e nel 1936 il Doctor of Philosophy (PhD), il più alto titolo accademico.

### La Prima guerra mondiale
Nel 1919 deve svolgere il servizio militare e viene trasferito in Francia come "primo luogotenente" nella 93ª divisione di fanteria (All-black 93rd Division) durante la prima guerra mondiale.
Il suo reparto combatte nella foresta delle Argonne e a Camp Ancona (vicino a Bordeaux) dove avevano sede 7 000 soldati afroamericani.
Nell'esercito sperimenta come la gente di colore è maltrattata dai superiori bianchi e come i suoi inferiori di grado non abbiano nessun rispetto nei suoi confronti a causa del colore della sua pelle.
La sua condizione di mulatto rende difficili i rapporti anche con i subalterni neri che talvolta si rifiutano di eseguire i suoi ordini.

### Le docenze universitarie
Al suo ritorno negli Stati Uniti nel 1925 viene nominato direttore del dipartimento di storia alla Virginia Union University, incarico che terrà fino al 1930 occupandosi di storia, scienze sociali e lingue.

In agosto 1927 sposa Ruth Robinson, musicista e direttrice di coro.

Dal 1933 al 1938 insegna alla Atlanta University.

Verso la metà di aprile del 1938 la Howard University gli offre l'insegnamento di storia. Logan accetta e si trasferisce a Washington con la moglie a fine giugno di quell'anno. Terrà la docenza fino al 1965.
Tra il 1942 e il 1964 verrà eletto capo del Dipartimento di storia presso la stessa università.

## La lotta contro i pregiudizi razziali e per il riscatto dei neri
Rayford Logan non amava la parola "nero"; preferiva il termine "negro":
- "Nero" è il termine usato dagli "sciovinisti razziali" che negano le radici europee del "negro americano".
- La parola "nero" è usata dai "profeti di sventura" che preannunciano che i "negri" non potranno avere successo in America.

Logan ha vissuto tutte le difficoltà del periodo detto della "post-ricostruzione".

Dopo l'era della ricostruzione, databile tra il 1863 e il 1877, che aveva fatto sperare in una piena applicazione della Costituzione (il 13º, il 14º e il 15º emendamento erano stati approvati rispettivamente nel 1865, 1868 e 1870), segue in realtà un periodo di restaurazione in cui si ha una sostanziale sottrazione di diritti civili (disfranchisement) per i neri: leggi in favore della segregazione razziale, violenze (i sudisti bianchi lo definivano: redemption, riscatto).

Lo storico e attivista Logan è testimone e attore in questo periodo che, con una espressione divenuta celebre, definisce "il nadir delle relazioni razziali in America" (il termine "nadir" venne usato per la prima volta 1954 nella sua opera: The negro in American life and thought: the nadir 1877-1901).
Logan è stato il 15º presidente generale della Alpha Phi Alpha (ΑΦΑ), la prima associazione studentesca interuniversitaria per afroamericani (di cui era membro anche Martin Luther King).
L'associazione è stata una guida e un aiuto per le persone di colore durante la Grande depressione, le guerre mondiali e continua ad esserlo per molti problemi sociali (discriminazione razziale, AIDS, alloggi urbani, ecc.).
La moglie Ruth muore il 30 giugno 1966 a 66 anni per un ictus dopo 39 anni di matrimonio.

Rayford Whittingham Logan la seguirà il 4 novembre 1982 (a 85 anni) ricoverato all'ospedale della Howard University per problemi cardiaci.

## Riconoscimenti
- Spingarn Medal (1980). La motivazione: "Educatore, storico, autore... per i suoi prodigiosi sforzi per far conoscere la continua lotta degli afroamericani contro l'oppressione"[15]
- Cosmos Club (marzo 1963). Secondo afroamericano eletto.[16][17]
- Litterarum humanarum doctor (D.H.L.) nel 1966 dal Williams College, sua alma mater.[8]

### Curatele
- (EN) Kenneth Robert Janken, What the Negro Wants, a cura di Rayford W. Logan, Notre Dame (Indiana), University of Notre Dame Press, 2001  [1944],  pp. xxxv, xxiii, 352, ISBN 0-268-01964-9.
- (EN) Rayford W. Logan, Michael R. Winston (a cura di), Dictionary of American Negro biography, New York, W. W. NORTON & COMPANY, 1982,  pp. viii, 680, ISBN 0-393-01513-0.

### Testi di Rayford Logan
- (EN) Rayford W. Logan, The Negro and the Post-War World: A Primer, Washington, The Minorities Publishers, 1945,  pp. viii, 95.
- (EN) Rayford W. Logan, The betrayal of the Negro, from Rutherford B. Hayes to Woodrow Wilson, new introduction by Eric Foner, Cambridge (Massachusetts), Da Capo Press, New York  [1965],  pp. xxiii, 456, ISBN 0-306-80758-0.
- (EN) Rayford W. Logan, The negro in American life and thought: the nadir 1877-1901, New York, The Dial, 1954,  pp. X, 380.
- (EN) Rayford W. Logan, The Senate and the Versailles mandate system, Westport, Conn, Greenwood Press, 1945,  pp. VI, 112.
- (EN) Rayford W. Logan, Howard University: The First Hundred Years, 1867-1967, New York, NYU Press, 2004,  p. 658, ISBN 0-8147-0263-5.
Testo disponibile in rete (anteprima limitata): Howard University: The First Hundred Years, 1867-1967 - Rayford Whittingham Logan - Google Libri

### Testi di Rayford Logan tradotti in italiano
- Rayford W. Logan, Breve storia dei negri d'America, traduzione di Alvaro Casini; collana Piccola biblioteca storico-sociale, 1; titolo originale: The Negro in the United States: A brief History, Roma, Opere Nuove, 1962,  p. 237.

### Testi su Rayford Logan
- (EN) Werner Sollors, Caldwell Titcomb; Thomas A. Underwood, Blacks at Harvard: a documentary history of African-American experience at Harvard and Radcliffe, New York, NYU Press, 1993,  p. 548, ISBN 0-8147-7973-5.
Testo disponibile in rete (anteprima limitata): Blacks at Harvard: A Documentary History of African-american Experience at ... - Google Libri
- (EN) Steven N. Colamery, Affirmative action: catalyst or albatross?, Hauppauge (New York), Nova Publishers, 1998,  pp. 331, ISBN 1-56072-552-4.
Testo disponibile in rete (anteprima limitata): Affirmative action: catalyst or albatross? - Google Libri
- (EN) Nina Mjagkij, Light in the Darkness, Lexington (Kentucky), University Press of Kentucky, 2003,  p. 208, ISBN 0-8131-9072-X.
Testo disponibile in rete (anteprima limitata): Light in the Darkness: African Americans and the Ymca, 1852-1946 - Nina Mjagkij - Google Libri
- (EN) Kenneth Robert Janken, Rayford W. Logan and the Dilemma of the African American Intellectual, Amherst (Massachusetts), Univ. of Massachusetts Press, 1997,  p. 336, ISBN 1-55849-069-8.
Testo disponibile in rete (anteprima limitata): Rayford W. Logan and the Dilemma of the African-American Intellectual - Kenneth R. Janken - Google Libri
- (EN) Herman Mason, The Talented Tenth: The Founders and Presidents of Alpha, 2ª ed., Winter Park (Florida), Four-G Publishers, 1999,  p. 436, ISBN 1-885066-63-5.